# Jos Schummer
Josef „Jos” Schummer (ur. 11 grudnia 1930 w Luksemburgu, zm. 17 lipca 1980 tamże) – luksemburski zapaśnik walczący w stylu klasycznym. Olimpijczyk z Helsinek 1952, gdzie zajął dziewiąte miejsce w kategorii do 87 kg.
Zajął czwarte miejsce na mistrzostwach Europy w 1966 roku.
Brat Raymonda Schummera, zapaśnika i olimpijczyka z 1960 i 1964 roku.

## Letnie Igrzyska Olimpijskie 1952
| Konkurencja          | Rundy eliminacyjne     | Rundy eliminacyjne | Klas. końcowa |
| Konkurencja          | Przeciwnik I           | Przeciwnik II      | Miejsce       |
| -------------------- | ---------------------- | ------------------ | ------------- |
| 87 kg styl klasyczny | Kelpo Gröndahl (FIN) P | İsmet Atlı (TUR) P | 9.            |